# Bryce Pinkham
Bryce Pinkham (Redding, 19 ottobre 1982) è un attore statunitense, attivo in campo teatrale, cinematografico e televisivo.
È noto soprattutto come interprete di musical a Broadway, dove ha recitato in Bloody Bloody Andrew Jackson (2010), Ghost the Musical (2012), A Gentleman's Guide to Love and Murder (2014), The Heidi Chronicles (2015) e Holiday Inn (2016). Per la sua performance in Gentleman's Guide fu candidato al Tony Award al miglior attore protagonista in un musical nel 2015.

## Filmografia

### Cinema
- The Comedian, regia di Taylor Hackford (2016)

### Televisione
- The Good Wife – serie TV, 1 episodio (2010)
- God in America – serie TV, 1 episodio (2010)
- Person of Interest – serie TV, 1 episodio (2012)
- Wallflowers – serie TV, 2 episodi (2014)
- Mercy Street – serie TV, 6 episodi (2017)
- The Get Down – serie TV, 1 episodio (2017)
- The Blacklist – serie TV, 1 episodio (2020)
- Julia – serie TV, 1x04 (2022)
- Evil – serie TV, episodio 4x05 (2024)

### Doppiaggio
- Stolas in Helluva Boss (2019-in corso)